# Boophis quasiboehmei
Boophis quasiboehmei es una especie de anfibio anuro de la familia Mantellidae.

## Distribución geográfica
Esta especie es endémica de Madagascar. Fue descubierto en el parque nacional Ranomafana a 966 m de altitud.

## Descripción
Los machos miden de 26.7 a 30.8 mm.

## Etimología
Su nombre de especie le fue dado en referencia a su parecido morfológico y bioacústico de Boophis boehmei.

## Publicación original
- Vences, Köhler, Crottini & Glaw, 2010 : High mitochondrial sequence divergence meets morphological and bioacoustic conservatism: Boophis quasiboehmei sp. n., a new cryptic treefrog species from south-eastern Madagascar. Bonn zoological Bulletin, vol. 57, n.º 2, p. 241-255[4]